# Armatoglyptes egorovi
Armatoglyptes egorovi is een rankpootkreeftensoort uit de familie van de Lithoglyptidae. De wetenschappelijke naam van de soort is voor het eerst geldig gepubliceerd in 1999 door Kolbasov.